# Dave Nilsson
För andra betydelser, se David Nilsson.
David Wayne "Dave" Nilsson, född den 14 december 1969 i Brisbane, är en australisk före detta professionell basebollspelare som spelade åtta säsonger i Major League Baseball (MLB) 1992–1999. Nilsson var främst catcher, men spelade även som outfielder, förstabasman och designated hitter. Han har även arbetat som basebolltränare och är sedan juni 2018 förbundskapten för Australiens herrlandslag.
Nilsson är Australiens bästa basebollspelare genom tiderna och den första australier som blivit uttagen till MLB:s all star-match. Detta trots att han under sin karriär var mycket skadedrabbad.

## Karriär

### Milwaukee Brewers
Eftersom Nilsson inte bodde i USA eller Kanada utan i Australien kunde han inte draftas av någon MLB-klubb. I stället skrev han i januari 1987, bara 17 år gammal, på som free agent för Milwaukee Brewers. Han hade föregående sommar upptäckts av några av Brewers talangscouter under en turné i USA med sin australiska klubb. Redan samma år som han skrev på gjorde han proffsdebut i Brewers farmarklubbssystem, men det dröjde till den 18 maj 1992 innan han gjorde sin första match för Brewers. Han fick chansen på grund av en skada på en av Brewers två catchers. Senare under säsongen drabbades Nilsson själv av en handledsskada och fick spela några matcher i en farmarklubb för att komma i form igen. Den säsongen spelade Nilsson 51 matcher för Brewers, främst som catcher. Han hade ett slaggenomsnitt på 0,232, fyra homeruns och 25 RBI:s (inslagna poäng). Nilsson var en av de tio yngsta spelarna i American League 1992.
1993 fick Nilsson mer speltid när Brewers tidigare ordinarie catcher flyttades till tredjebasman, och han deltog i 100 matcher. Detta trots en handledsoperation i februari. Han höjde sitt slaggenomsnitt till 0,257 och hade sju homeruns och 40 RBI:s. På grund av en axelskada missade han återigen en del matcher och spelade några matcher i farmarligorna. Tillsammans med pitchern Graeme Lloyd bildade Nilsson den första helaustraliska pitcher-catcher-kombinationen i MLB:s historia den 14 april i en match mot California Angels.
Under 1994 års säsong, som avbröts i förtid på grund av en strejk, fick Nilsson spela i 109 matcher och lyckades återigen höja sig i alla de tre viktigaste kategorierna med ett slaggenomsnitt på 0,275, tolv homeruns och 69 RBI:s. Han spelade som designated hitter nästan lika ofta som han spelade som catcher, delvis på grund av en tumskada som gjorde att han bara kunde spela som designated hitter i över en månad. Hans fielding % som catcher (0,994) var femte bäst i American League. Han blev historisk när han den 11 april i den allra första matchen i Texas Rangers nya hemmaarena The Ballpark in Arlington slog arenans första homerun någonsin. Efter säsongen utsågs han till Brewers Player of the Year.
Nilsson missade inledningen av 1995 års säsong på grund av virussjukdomen Ross River fever. Även denna säsong var förkortad på grund av strejk, men trots betydligt färre matcher än året innan (81) slog Nilsson lika många homeruns och hade 53 RBI:s. Slaggenomsnittet var något högre (0,278). För det mesta spelade han nu som outfielder och gjorde inte en enda start som catcher under hela säsongen.
1996 var Nilssons dittills bästa säsong, även om han missade i stort sett hela första månaden på grund av en fotskada. På 123 matcher hade han ett slaggenomsnitt på hela 0,331, en on-base % på 0,407, 17 homeruns och 84 RBI:s. Slaggenomsnittet var sjätte högst i American League. Positionsmässigt spelade han mest som outfielder och designated hitter men fick också spela förstabasman en hel del. Han gjorde återigen inte en enda start som catcher. Den 17 maj blev han historisk då han som den första i Brewers klubbhistoria lyckades slå två homeruns i samma inning.
Inför 1997 års säsong skrev Nilsson på ett treårskontrakt med Brewers värt 10,8 miljoner dollar. Den säsongen slapp han för första gången på länge skador och kunde spela i nästan alla Brewers matcher; han gjorde 156 stycken. Han lyckades inte bibehålla det höga slaggenomsnittet från året innan utan det sjönk till 0,278, men å andra sidan satte han personligt rekord med 20 homeruns och hade även 81 RBI:s. Flest matcher gjorde han som förstabasman och designated hitter. Han utsågs till Player of the Week i American League för veckan som slutade den 27 juli.
Mellan säsongerna 1997 och 1998 genomgick Nilsson en knäoperation och återhämtningen gick långsamt. Han missade drygt den första månaden av 1998 års säsong och deltog bara i 102 matcher. Slaggenomsnittet sjönk något till 0,269 och han hade tolv homeruns och 56 RBI:s. Han spelade mest som förstabasman och outfielder.
1999, som kom att bli Nilssons sista säsong i MLB trots att han inte var 30 år fyllda, spelade han 115 matcher. Han missade en hel månad i slutet av säsongen på grund av en tumskada. Slaggenomsnittet höjde han till 0,309 och han satte personligt rekord med 21 homeruns medan antalet RBI:s var 62. Han gjorde denna säsong comeback som catcher - av de 95 matcher han startade var 94 som catcher. För första och enda gången i karriären togs han ut till all star-matchen, och han blev därmed den första australiern att bli uttagen till MLB:s all star-match.

### Chunichi Dragons
Efter 1999 års säsong blev Nilsson free agent och för att kunna delta i olympiska sommarspelen 2000 i Sydney (se nedan) skrev Nilsson i januari 2000 på ett ettårskontrakt värt två miljoner dollar med den japanska klubben Chunichi Dragons i Nippon Professional Baseball (NPB). Nilsson valde att spela med namnet "Dingo" på ryggen. Tiden i Japan blev dock inte så lyckad och han hade ett slaggenomsnitt på 0,180 med en homerun och åtta RBI:s på 18 matcher för Chunichi. Han tillbringade även tid i en farmarliga.

### OS i Sydney
Nilsson gjorde uppehåll i sin karriär i MLB efter 1999 års säsong eftersom han så gärna ville spela för Australien i olympiska sommarspelen 2000 i Sydney. Det gjorde han också, men trots hans mycket goda insatser - han hade bland annat ett slaggenomsnitt på 0,565 och en slugging % på 0,957 (båda högst i turneringen) - blev det bara två segrar på sju matcher för laget som var långt ifrån en medalj. Innan han lämnade USA hade han varit Australiens näst bäst betalda idrottsman efter golfspelaren Greg Norman.

### Boston Red Sox
Efter OS erbjöds Nilsson ett kontrakt av MLB-klubben Boston Red Sox, men i november 2000 tog klubben tillbaka erbjudandet efter att han inte fått klartecken för spel vid en läkarundersökning på grund av sitt vänstra knä.
Efter att inte ha spelat 2001 och 2002 gjorde Nilsson och Red Sox ett nytt försök. I januari 2003 skrev de på ett minor league-kontrakt med en inbjudan till Red Sox försäsongsträning. Kontraktet var värt 400 000 dollar, men Nilsson bestämde sig i sista stund för att inte åka till USA. Orsaken var bristande motivation.

### Telemarket Rimini
Sommaren 2003 spelade Nilsson i den italienska ligan för Telemarket Rimini.

### Atlanta Braves
2004 gjorde Nilsson ett sista försök till comeback i MLB. I februari skrev han på för Atlanta Braves, men han fick bara spela i klubbens högsta farmarklubb. Han sträckte en muskel i maj och var borta från spel i tre veckor, varefter han gav upp sina comebackplaner.

### OS i Aten
Nilsson var även med i olympiska sommarspelen 2004 i Aten. Där gick det bättre för laget och man tog silver efter en finalförlust mot Kuba med 2–6. I semifinalen slog man mycket överraskande Japan med 1–0. Nilsson själv hade ett slaggenomsnitt på 0,296 i turneringen.

### World Baseball Classic
När den första upplagan av landslagsturneringen World Baseball Classic gick av stapeln 2006 var Nilsson med och representerade Australien. Han spelade tre matcher och hade inga hits på fem at bats och detta blev hans sista framträdande som spelare.

### Australien

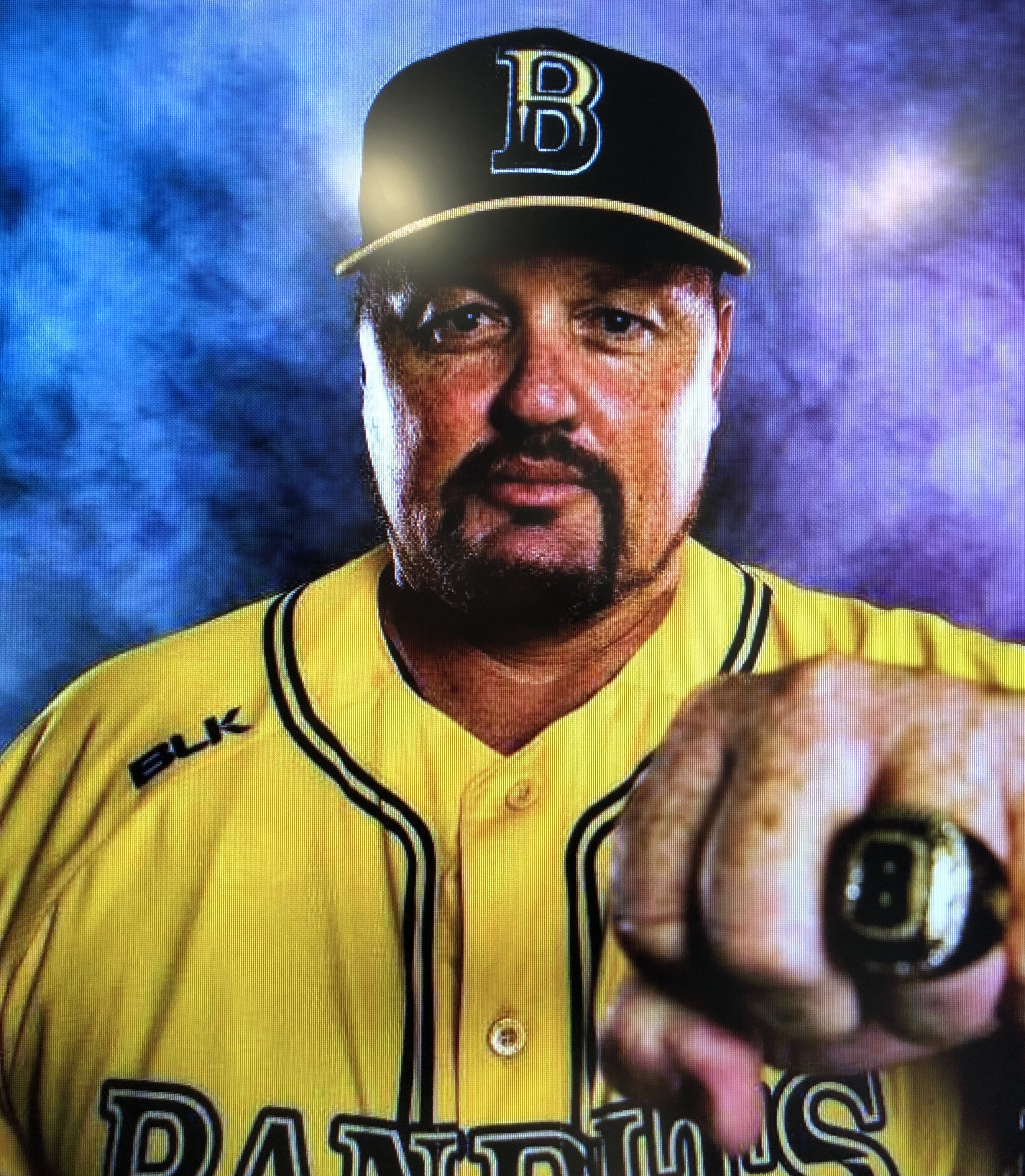
Nilsson som tränare för Brisbane Bandits.

Även under hans karriär i MLB hade Nilsson för vana att spela i Australien under vintern. Han representerade tre olika klubbar under åtta säsonger i Australian Baseball League, och var även spelande tränare en säsong. När ligan lades ned 1999 köpte Nilsson rättigheterna för 3,5 miljoner dollar och startade en ny liga vid namn International Baseball League of Australia. Den varade dock bara under 1999–2002 innan även den lades ned. Sin sista säsong som spelare på högsta nivå i Australien gjorde Nilsson 2004.
Bland Nilssons meriter i Australien kan nämnas att han vunnit det nationella mästerskapet tre gånger som spelare (1991/92, 1993/94 och 1994/95) och fem gånger som tränare (2003 och 2015/16–2018/19). Han togs ut till all star-matchen fyra gånger som spelare (1990/91, 1993/94, 1994/95 och 2004) och tre gånger som tränare (2003, 2015/16 och 2017/18). Han vann MVP Award en gång (1990/91) och hade högst slaggenomsnitt två gånger (1991/92 och 1994/95). Han är den spelare som hade högst slaggenomsnitt (0,356) och slugging % (0,648) under karriären i den nedlagda Australian Baseball Leagues tioåriga historia.

## Efter karriären
Efter spelarkarriären har Nilsson bland annat arbetat som tränare i MLB:s Australian Academy Program och i den nybildade Australian Baseball League.
2005 valdes Nilsson in i Australian Baseball Hall of Fame, tre år senare i Sport Australia Hall of Fame och ytterligare ett år senare i Queensland Sport Hall of Fame.
När MLB 2014 inledde grundserien i Sydney med två matcher mellan Arizona Diamondbacks och Los Angeles Dodgers var Nilsson på plats. Senare under samma säsong fick han plats på Milwaukee Brewers nyinstiftade "Wall of Honor".
Nilsson utsågs i juni 2018 till förbundskapten för Australiens herrlandslag.
2018 förärades Nilsson epitetet "Queensland Great" och året efter mottog han orden "Member of the Order of Australia" (AM).